# Право завещания монашествующих Русской православной церкви
Пра́во завеща́ния мона́шествующих Ру́сской правосла́вной це́ркви — совокупность норм гражданского и церковного права, регламентирующих часть имущественных прав различных категорий  монашествующих Русской церкви. В различные исторические периоды права завещания монашествующими движимого и недвижимого имущества подвергались существенным изменениям.
В императорской России прав наследования, приобретения и владения недвижимостью были лишены все без исключения монашествующие. Права завещания полностью были лишены монашествующие низших степеней, а также с 1862 года — настоятели и настоятельницы общежительных монастырей. В 1766 году архиереям, архимандритам, игуменам, строителям, ризничему Московского синодального дома, игуменьям и настоятельницам женских монастырей было предоставлено право передавать по наследству своё движимое имущество (кроме предметов ризницы, а также книг духовного, нравственного и учёного содержания, которые разрешалось завещать лишь в пользу монашествующих). В 1988 году поместный собор Русской православной церкви предоставил архиереям право завещать их личное имущество «в соответствии с действующим гражданским законом о наследстве». Соответствующая норма для других категорий монашествующих в церковно-уставных документах РПЦ не прописана.

## Категории монашествующих

### XVIII век — 1917/1918 год
До 23 января 1918 года Российское государство и Православная российская церковь составляли единое целое, в связи с чем соответствующие государственные законы являлись и внутрицерковными нормами.
По закону монашествующие Православной российской церкви делились на следующие категории («Законы о состояниях», 1899, ст. 406):
- монашествующие власти (митрополиты, архиепископы, епископы, архимандриты, игумены, строители, игуменьи и настоятельницы женских монастырей, а также ризничий Московского синодального дома)
- монашествующие низших степеней: а) начальствующие (наместники, казначеи и келари мужских и женских монастырей) и б) прочие монашествующие[1]

Постриженные в рясофор к монашествующим не относились, считаясь по закону мирянами.
По нормам церковного (в том числе канонического) права монашествующие делились на насельников монастырей и архиереев.

### Период с 1918 года
В советский и постсоветский периоды среди монашествующих по нормам церковного права выделяют две основные категории: архиереи и монашествующие (насельники монастырей).
О монашестве епископов в Уставе Русской православной церкви констатируется:

Кандидаты в архиереи избираются в возрасте не моложе 30 лет из монашествующих или не состоящих в браке лиц белого духовенства с обязательным пострижением в монашество.
— Устав Русской православной церкви: гл. XV («Епархии»), п. 10.

## Канонические нормы Православной церкви о личном имуществе архиереев
- Личным имуществом епископа является то, которое поставляемый во епископа имел перед хиротонией во епископа и то, которое он приобрёл позже, но не на основании прав епископа, а получив от других лиц как личный дар или по завещанию от родственника (32-е правило Карфагенского собора)
- Любой архиерей как при жизни, так и перед лицом смерти имеет полное право свободно распоряжаться своим личным имуществом (40-е правило святых апостолов, 24-е правило Антиохийского собора)
- Личное имущество архиерея должно быть строго отделено от имущества церкви (38-е правило святых апостолов, 40-е правило Антиохийского собора)
- С целью недопущения смешения личного имущества епископа с имуществом церковным, архиерей в начале своего служения совместно с клиром должен составить инвентарную опись своего имущества. В противном случае его имущество рассматривается как церковное (40-е правило святых апостолов и толкования на него Аристина и Вальсамона)
- Распоряжение о своём личном имуществе, полученном до хиротонии, епископ должен сделать через завещание, которое он должен написать в самом начале своего служения. При этом завещатель свободен в выборе наследника (81-е правило Карфагенского собора)
- Распоряжение имуществом, полученным в качестве дара или наследства от родственника, епископ может совершать и позднее. Но от этого имущества он должен какую-то часть оставить церкви
- Завещание епископа не может быть написано в пользу еретика или иноверца. В противном случае епископ посмертно анафематствуется (22-е и 81-е правила Карфагенского собора)
- Если епископ умирает не оставив завещания, его личное имущество переходит его родственникам согласно гражданским законам (81-е правило Карфагенского собора)
- Если по причине отсутствия завещания епископа его наследство по закону получили его неправославные родственники, епископ должен быть посмертно анафематствован (81-е правило Карфагенского собора)
- После смерти епископа управление его имуществом и исполнение воли почившего в отношении этого имущества делается обязанностью клира его епархии. В случае отсутствия клирика — обязанностью местного митрополита. За присвоение временно управляющим имущества умершего епископа каноническими правилами предусмотрено строгое наказание (24-е правило Антиохийского собора; 22-е правило IV Вселенского собора; 35-е правило VI Вселенского собора)
- Нарушителей канонических правил о наследстве епископа судит архиерейский собор местной церкви (25-е правило Антиохийского собора)[10][11]

## Канонические нормы Православной церкви о личном имуществе насельников монастырей
Постригаемые в монашество дают 7 обетов, один из которых — обет нестяжания. Он основывается главным образом на 6-м правиле Двукратного собора, в котором констатируется: «Монахи не должны иметь ничего своего, но всё им принадлежащее да утверждается за монастырём. […] После вступления в монашество над всем их имуществом имеет власть монастырь, и им не разрешено распоряжаться ни о чём своём, ни завещать».

Как «отрекшиеся от мира» и принявшие обет нестяжания монашествующие не могут иметь никакой собственности. Но, с другой стороны, как граждане России они могут вступать в различные правовые отношения, касающиеся как движимого, так и недвижимого имущества.
— НГ-религии, 19.12.2012

## Эволюция порядка наследования личного имущества монашествующих

### Середина XVII века — 1917 год
Недвижимое имущество
С середины XVII века и вплоть до января 1918 года в России по закону все без исключения монашествующие (включая архиереев) были лишены права наследования, а также приобретения и владения недвижимостью. Впервые эта норма права была зафиксирована в Соборном уложении 1649 год (гл. XVII, ст. 42—44) и по различным поводам была неоднократно повторена в высочайших актах, решениях Правительствующего сената и определениях Святейшего синода.
Движимое имущество
Норма российского права, регламентирующая «право завещания» монашествующих, первоначально была полностью ориентирована на монашеский обет нестяжания, согласно которому принимающий постриг не должен, строго говоря, иметь никакой собственности. В мае 1722 года император Пётр I подписал «Прибавление к Духовному регламенту. Прибавление о правилах причта церковного и чина монашеского», в котором констатировалось (ст. 61):

По смерти архиереев, архимандритов и игуменов и прочего монашеского чина, собственного их имения родственником и свойственником ничего не давать; но таковые, вышних чинов присылать в Правительствующий Духовный Синод, а нижних чинов обирать в монастырскую казну.
— ПСЗ-1. 1830. Т. VI. Ст. 4022. С. 715.
Данная норма распространялась на все категории монашествующих. В период с 1736 по 1765 год она неоднократно была повторена в ряде высочайших актов и постановлений Кабинета министров.
20 февраля 1766 года императрица Екатерина II подписала указ «О дозволении архиереям, игуменам и прочим монашествующим располагать при жизни своей имением в пользу сродников, свойственников и ближних своих». В нём говорилось:

Повелеваем: по смерти архиереев, архимандритов, игуменов и прочих монашеских властей, никуда не отбирать оставшегося по них имения, какого бы оное звания не было, в деньгах, золоте, серебре или ином чём, кроме тех вещей, которые к ризницам их принадлежат, и которые они по набожности своей к Церкви святой, из собственного их имения построили; но архиереи, архимандриты и игумены и прочие монашествующие власти могут при жизни своей тем оставляемым по себе имением располагать так, как им принадлежащим по собственным своим завещаниям в пользу сродников, свойственников и ближних своих, или употреблять оное на богоугодные дела по их изобретению, не давая в том более никому отчёту.
— ПСЗ-1. 1830. Т. XVII. Ст. 12577. С. 587.
С появлением данной нормы Екатерина II de jure разделила монашествующих на две группы: одни (монашествующие власти) получили право завещать своё личное имущество (кроме вещей ризницы), а другие – нет.
На рубеже 1856/1857 годов в высших государственных инстанциях обсуждался вопрос о желательности отмены права монашествующих властей завещать своё личное имущество, как противоречащем обету нестяжания. Решающим оказалось мнение митрополита Московского Филарета: «Такое постановление было бы, может быть, слишком противно господствующим ныне мыслям и понятиям, особливо же издавна укоренившимся привычкам, и слишком строго для иноков нашего времени». Екатерининская норма отменена не была.
17 сентября 1862 года настоятели и настоятельницы общежительных монастырей (но не игумены и игуменьи необщежительных монастырей) были лишены права завещания, чем они были приравнены к монашествующим низших степеней. В тот день император Александр II утвердил «мнение» общего собрания Государственного совета, которое гласило: 

В изменение подлежащих статей Свода законов, постановить: всякое имущество, остающееся по смерти настоятеля или настоятельницы общежительного монастыря, хотя бы оно и не значилось по монастырским документам, признаётся собственностью монастыря.
— ПСЗ-2. 1865. Т. XXXVII. Отд. 2-е. Ст. 38687. С. 88.
Данная норма вошла в новую редакцию «Устава духовных консисторий» (ст. 123), введённую в действие 9 апреля 1883 года.
«Имущественно-монашеские» нормы церковно-государственного права были систематизированы в «Своде законов Российской империи» (в «Своде законов гражданских» и «Своде законов о состояниях»).
Вопрос о желательности лишения духовных властей права завещать своё личное имущество и о возврате к норме 1722 года о монашеско-имущественном «равноправии» поднимался на Предсоборном присутствии (13 декабря 1906 года) и на I Всероссийском съезде монашествующих (5—13 июля 1909 года).
В 1911 году Святейшим синодом был выработан законопроект «Об изменении постановлений действующих законов о праве иерархов Православной церкви и прочих монашествующих властей делать духовные завещания о своём имуществе», который был направлен в III Государственную думу. Законопроект был рассмотрен в комиссии по делам Православной церкви и передан для вердикта в общее собрание Думы, которое не успело его принять, вследствие чего тот перешёл в IV Государственную думу, где застопорился в комиссии по судебным реформам при обсуждении вопроса о разграничении понятий «право завещания» и «право дарения на случай смерти».

### 1917 год
Предсоборный совет
- Вопрос о личном имуществе монашествующих 7 и 10 июля рассматривался в отделе Предсоборного совета «О монастырях и монашестве» при обсуждении проекта «Положения о государственно-правовом положении монастырей». В том документе звучало:

9. Содействие Православной Церкви, в отношении монастырей, со стороны государства выражается, сверх предоставления монастырям преимуществ, общих всей Православной Русской Церкви, в сохранении за монастырями [...] наследственных прав на вымороченное, всех видов, имущество насельников своего монастыря.
11. Остаются в силе действовавшие доселе постановления: [...] б) лишающие монашествующих прав – пенсионных, а также на другие виды общественного призрения, имущественных, торговых, промышленных, векселе и залогодательных, завещательных, с распространением на настоятелей штатных монастырей, экономов архиерейских домов и синодального ризничего, избирательных /активных и пассивных/. 
— Государство и право. 2014. № 9.
Данные параграфы проекта Положения по неустановленным причинам и при невыясненных обстоятельствах позднее исчезли из документооборота инстанций Предсоборного совета и Поместного собора.
- Вопросы, касающиеся личного имущества монашествующих, рассматривались в отделе Предсоборного совета «О церковном имуществе и хозяйстве» при обсуждении проекта «Положения о хозяйстве монастырей». В § 12 того документа значилось:

б) Всё имущество, оставшееся после смерти настоятеля, должно переходить в собственность монастыря во всех монастырях.
— Государство и право. 2014. № 9.
В ходе дальнейших обсуждений данный пункт был убран из проекта Положения, поскольку он дублировал § 11 (п. «б») проекта «Положения о государственно-правовом положении монастырей».
Всероссийский съезд представителей от монастырей
Вопрос о необходимости отмены у монашествующих духовных властей права завещания 23 июле 1917 года был рассмотрен на Всероссийском съезде представителей от монастырей. Съезд постановил:

Разделяя взгляд Святейшего Синода о том, что имеющиеся в Российском гражданском законодательстве некоторые исключения в области наследственного права для епископов и настоятелей монастырей, по которым они имеют право оставлять завещания о своём имуществе, являются противоречием основному принципу иноческого жития — связи инока с его обителью и иночеством, и принимая во внимание представлявшийся в Государственную Думу, но не получивший законодательной санкции законопроект Св. Синода о том, чтобы оставшиеся после смерти епископов и настоятелей монастырей имущества их поступали в собственность того монастыря или архиерейского дома, которыми управляли покойные в момент кончины и в котором они жили в последнее время пред кончиной, — выразить пожелание, чтобы таковые имущества поступали в общемонастырский при Всероссийском Монашеском Совете фонд — для выдачи пособий и поддержки нуждающимся монастырям по усмотрению Всероссийского Монашеского Собора.
— Государство и право. 2014. № 9.
Данное постановление в составе комплекса других решений съезда было передано в XI-й отдел Поместного собора — «О монастырях и монашествующих». Архиепископом Тверским Серафимом (Чичаговым) — председателем этого отдела данное постановление по не установленной причине фактически было «положено под сукно». Соответственно, оно не дошло до пленарного заседания Поместного собора.
По мнению Михаила Бабкина, «двигавшие архиепископом Серафимом мотивы были обусловлены или его личными имущественно-финансовыми интересами, или, что вероятнее, интересами архиерейской корпорации в целом. Ведь появление нормы церковного права, запрещающей духовным властям завещать кому-либо их личное имущество, напрямую ограничивало бы личные материальные интересы архиереев».
Поместный собор
4 ноября 1917 года Поместный собор принял решение о восстановлении в Русской церкви патриаршества. 5 ноября состоялось избрание в патриархи митрополита Московского Тихона (Беллавина), интронизация которого была проведена 21 ноября.
Возглавив de facto духовные власти, патриарх Тихон de jure перестал к ним относиться: в российских законах патриарх не упоминался, его не было в перечне монашествующих духовных властей.
8 декабря Поместный собор принял определение «О правах и обязанностях патриарха Московского и всея России», которым патриарх Тихон de jure лишался права завещания своего личного имущества. В определении констатировалось (ст. 13):

Единственным наследником имущества Патриарха после его кончины является Патриарший Престол.
— Государство и право. 2014. № 9.
— Вопросы истории. 2014. № 2.

Прецедент лишения Поместным собором патриарха Московского и всея России Тихона права завещания имущества представляется уникальным. Он тем более уникален, если учесть, что Собор работал под председательством самого Тихона.
— Государство и право. 2014. № 9.
В комплексе определений Поместного собора положения о наследовании личного имущества как прочих архиереев, так и настоятелей монастырей — отсутствуют.

### 1918—1988 годы
Вследствие условий, в которых духовенство оказалось после выпуска 20 января 1918 года советской властью декрета «Об отделении церкви от государства и школы от церкви», вопрос о праве завещания монашествующими своего личного имущества официальные церковные инстанции не рассматривали вплоть до года 1000-летия Крещения Руси.

### Период с 1988 года
В 1988 году, в условиях начавшегося «церковного возрождения» Поместный собор РПЦ принял «Устав об управлении Русской Православной Церкви». В нём были зафиксированы два положения:
- «Личное имущество Патриарха наследуется в соответствии с действующим гражданским законом о наследстве» (гл. IV, п. 14);
- «Личное имущество скончавшегося архиерея наследуется в соответствии с действующим государственным законом о наследстве» (гл. VII, п. 22)[16].

Определение Поместного Собора 1917—1918 годов о наследовании личного имущества Московского патриарха, строго выдержанное в духе монашеского идеализма, оказалось в 1988 году заменено формулировкой, проникнутой, по существу, финансово-имущественным прагматизмом.
— НГ-религии, 5.12.2012
Положения о личном имуществе скончавшихся архиереев Устава РПЦ 1988 года практически дословно повторяются в Уставе РПЦ 2000 года (гл. IV, п. 14; гл. XVI, п. 22). Соответствующие нормы права для других категорий монашествующих — не прописаны.

Т. о. в 1988 г. в РПЦ появились правовые нормы, согласно которым всё личное имущество архиереев (без каких-либо оговорок, то есть и движимое, и недвижимое) после их смерти стало переходить родственникам почивших.
— Государство и право. 2014. № 9.
В РПЦ отсутствует документ, регламентирующий порядок разграничения церковного имущества и личной собственности архиереев (по состоянию на конец 2012 года).
Действующее в России законодательство о наследстве (часть III Гражданского кодекса РФ) не предусматривает каких-либо особенностей для монашествующих любых религий, конфессий и категорий при реализации ими наследственных прав: с точки зрения государственных законов, монахи, как и все остальные граждане, вправе как завещать, так и наследовать имущество на общих основаниях.

## Прочие сведения
- Михаил Бабкин считает, что в действующем Уставе РПЦ (в статье о наследовании имущества скончавшихся архиереев: гл. XVI, п. 22) существует «брешь, с помощью которой заинтересованные лица имеют практически неограниченные возможности вывода церковного имущества в „гражданской офшор“»[25].

По современным нормам церковного права (в отличие от норм права, действовавших до 1917–1918 годов) в РПЦ отсутствует практика чётко разграничивать церковную и личную собственность, нет запрета на владение иерархами недвижимостью, архиереи могут передавать наследникам любое своё личное имущество, причем вне зависимости от категории этого имущества.
— НГ-религии, 19.12.2012
- В РПЦ существует точка зрения, что при поставлении в епископство с монашествующего снимаются все прежде данные им монашеские обеты. Её отстаивают, например, протоиерей Андрей Новиков и протодьякон Андрей Кураев[7].

## Документы
Актовый материал
- Прибавление к Духовному регламенту 1722 года: Прибавление о правилах причта церковнаго и чина монашескаго (ст. 61) Архивная копия от 28 января 2020 на Wayback Machine
- Свод законов Российской империи (изд. 1876–1917 гг.): Нормы права об имущественных правах православного монашествующего духовенства: Законодательство  Архивная копия от 16 декабря 2019 на Wayback Machine
- Устав Русской православной церкви (2000): Глава IV. Патриарх Московский и всея Руси (п. 14) Архивная копия от 14 января 2020 на Wayback Machine
- Устав Русской православной церкви (2000): Глава XVI. Епархии (п. 22) Архивная копия от 18 января 2020 на Wayback Machine

Публикации документов
- «Некоторым категориям монашествующих владение и распоряжение имуществами не возбраняется…». К вопросу об имущественных правах монашествующих римско-католического исповедания: 1917 г. Архивная копия от 7 июня 2020 на Wayback Machine / Публ., вводн. статья и комм. М. А. Бабкина // Право и жизнь. — М.: 2015. № 8. С. 266—296.
- «До Святейшего Синода нередко доходили неблагоприятные сведения…». Законопроект Святейшего Синода об отмене права завещания монашествующих. 1911 г. Архивная копия от 3 декабря 2019 на Wayback Machine / Публ., вводн. статья и комм. М. А. Бабкина // Ипатьевский вестник. Научно-богословский журнал. — Кострома: 2018. № 6. [№ 1 (6).] С. 87—103.